# CAFOM
 (mars 2021).
Si vous disposez d'ouvrages ou d'articles de référence ou si vous connaissez des sites web de qualité traitant du thème abordé ici, merci de compléter l'article en donnant les références utiles à sa vérifiabilité et en les liant à la section « Notes et références ».
Cafom est un groupe du secteur de la distribution, spécialisé dans l'aménagement de la maison. Il est présent en outre-mer avec les enseignes But et Darty exploitées en franchise. Cafom détient également des sites internet (vente-unique.com et directlowcost.com) et les marques Habitat et Sia. Il est coté à la bourse de Paris.

## Histoire
L’activité du groupe démarre en 1976 par la création d’une société de vente de matériel Hifi importé du Japon à domicile en porte à porte.
Les associés de Cafom décident de susciter la demande du consommateur dans les départements d'outre-mer en commercialisant meubles et produits blancs à bas prix. Les trois dirigeants (Hervé Giaoui, Luc Wormser et André Saada) concluent un accord de franchise avec l’enseigne But couvrant la Guadeloupe, la Martinique et la Guyane.
En 1987, le groupe constitue sa propre centrale d’achat Cafom Distribution, lui permettant de renforcer sa politique d’approvisionnements, de manière à baisser ses prix de vente tout en préservant ses marges.
En 1999, une holding est créée pour administrer le groupe (initialement Distrifinances) ; elle devient Cafom en 2004.
En 2005, Cafom est introduite en bourse.
En février 2006, le site internet vente-unique.com est mis en service.
Le 5 décembre 2007, un protocole d’accord entre Cafom et la SAS Financière Caraibes est signé. La même année, Cafom s'associe à une filiale de la Cetelem, pour créer le site Diamant-unique.com.
En 2008, l'activité de Venta-unica.com en Espagne démarre, et le site Directlowcost.com, site internet de commerce en ligne B to B est lancé.
En 2009, But et Cafom nouent un partenariat stratégique de long terme.
En 2010, l'activité de Kauf-unique.de en Allemagne démarre.
Le 4 avril 2018, la filiale de Cafom Vente-unique.com est introduite en bourse sur Euronext Growth et lève 7 millions d'euros.

### Habitat
En septembre 2011, Cafom se porte acquéreur de la marque et des magasins Habitat en Europe occidentale : alors 27 en France, 5 en Allemagne, 6 en Espagne ; le groupe engage de multiples projets à la suite des déboires de la marque, mais, rien n'y fait, les pertes s'accumulent durant plusieurs années. Fin 2019, le rachat d'Habitat reste un échec malgré les différentes restructurations, les difficultés n'ayant jamais été surmontées. La soixantaine de magasins, en propre ou en franchise, sont mis en vente. Des négociations sont engagées depuis quelques mois lorsqu'en octobre 2020, Cafom cède 100 % de son enseigne Habitat Design international et filiales à l'investisseur entrepreneur Thierry Le Guénic, ; Cafom reste, dans l'immédiat, propriétaire de la marque Habitat. Cette vente permet en quelques mois d'améliorer les résultats de Cafom qui ne se trouvent plus pénalisés par les incessants mauvais chiffres d'Habitat.

## Activités
Cafom exploite plusieurs magasins d'équipement de la maison dans les départements d'outre-mer, ainsi que des sites internet marchands :
- Directlowcost.com, plateforme B to B, fournisseur de produits mobiliers et de décoration réservée aux professionnels ;
- Vente-unique.com, site spécialisé dans la vente de produits d’ameublement, de décoration et de produits électrodomestiques ;
- Diamant-unique.com, site spécialisé dans la vente de bijoux et de diamants.